# ولادیمیر کوواچویچ
ولادیمیر کوواچویچ (صربی: Vladimir Kovačević؛ زادهٔ ۱۱ نوامبر ۱۹۹۲) بازیکن فوتبال اهل صربستان است.
از باشگاه‌هایی که در آن بازی کرده‌است می‌توان به باشگاه فوتبال وویوودینا اشاره کرد.
وی همچنین در تیم‌های ملی فوتبال زیر ۲۱ سال صربستان، و صربستان بازی کرده‌است.